# ボケオ国際空港
ボケオ国際空港 (ラーオ語: ສະໜາມບິນສາກົນບໍ່ແກ້ວ, 英語: Bokeo International Airport) は、ラオスのボーケーオ県トンプーン郡にある空港である。
ゴールデン・トライアングル経済特別区へのアクセスとして建設された。
2024年2月5日、正式に開港したが、就航予定のラオス航空便は運休となった。

## 就航航空会社
- ランサーン国際航空[4] - ヴィエンチャン

2024年4月現在